# Афјонкарахисар (вилајет)
Афјонкарахисарски вилајет (тур. Afyonkarahisar ili), или једноставније Афјонски вилајет, је вилајет у западној Турској. Овај вилајет је у прошлости био познат по производњи опијума.
Суседни вилајети су Китахија на северозападу, Ушак на западу, Денизли на југозападу, Бурдур на југу, Испарта на југоистоку, Конија на истоку и Ескишехир на северу. Престоница вилајета је град Афјонкарахисар. Заузима површину од 14.230 km² и ту живи око 697,559 становника (2010. процена). Густина насељености износи 49,02 ст./km².

## Окрузи
Афјонкарахисарски вилајет је подељен на 18 округа (престоница је подебљана):
- Афјонкарахисар
- Башмакчи
- Бајат
- Болвадин
- Чај
- Чобанлар
- Дазкири
- Динар
- Емирдаг
- Евџилер
- Хоџалар
- Ихсаније
- Исџехисар
- Кизилорен
- Сандикли
- Синанпаша
- Султандаги
- Шухут

## Галерија
- Дворац на брду изнад Афјонкарахисара
- Камене гробнице у селу Ајазин
- Поглед на села са брда Коџатепе